# Communauté de communes du Jura Alsacien
Die Communauté de communes du Jura Alsacien (CCJA) ist ein ehemaliger französischer Gemeindeverband mit der Rechtsform einer Communauté de communes im Département Haut-Rhin in der Region Grand Est. Sie wurde am 24. Dezember 1997 gegründet und umfasste 27 Gemeinden. Der Verwaltungssitz befand sich im Ort Ferrette. Der Gemeindeverband lag im elsässischen Jura in der Landschaft Sundgau.

## Historische Entwicklung
Per 1. Januar 2017 wurde der Gemeindeverband mit
- Communauté de communes du Secteur d’Illfurth,
- Communauté de communes Ill et Gersbach,
- Communauté de communes d’Altkirch und
- Communauté de communes de la Vallée de Hundsbach

zunächst zur Communauté de communes d’Altkirch et Environs zusammengeschlossen, die kurz danach auf die aktuelle Bezeichnung Communauté de communes Sundgau umbenannt wurde.

## Ehemalige Mitgliedsgemeinden
1. Bendorf
2. Bettlach
3. Biederthal
4. Bisel
5. Bouxwiller
6. Courtavon
7. Durlinsdorf
8. Feldbach
9. Ferrette
10. Fislis
11. Kiffis
12. Kœstlach
13. Levoncourt
14. Liebsdorf
15. Ligsdorf
16. Linsdorf
17. Lucelle
18. Lutter
19. Mœrnach
20. Oberlarg
21. Oltingue
22. Raedersdorf
23. Riespach
24. Sondersdorf
25. Vieux-Ferrette
26. Winkel
27. Wolschwiller